# ساغي ستراوس
ساغي ستراوس (بالعبرية: שגיא שטראוס‏) هو لاعب كرة قدم إسرائيلي في مركز حراسة المرمى، ولد في 29 يونيو 1976 في يوكنعام موشافا في إسرائيل. شارك مع منتخب إسرائيل لكرة القدم. أما مع النوادي، فقد لعب مع اتحاد أبناء سخنين وبيتار القدس ومكابي أخاء الناصرة ومكابي بتاح تكفا ومكابي حيفا ونادي هبوعيل إيروني كريات شمونة ونادي هبوعيل نوف هجليل وهبوعيل حيفا.

## وصلات خارجية
- ساغي ستراوس على موقع قاعدة بيانات كرة القدم.إي يو (الإنجليزية)
- ساغي ستراوس على موقع ناشيونال فوتبول تيمز (الإنجليزية)